# Deutsche Schwimmmeisterschaften 1954
Die 66. Deutschen Meisterschaften im Schwimmen fanden vom 22. bis 24. August 1954 im Terrassenschwimmbad in Bad Kissingen statt.
| Disziplin           | Männer                | Männer                    | Männer     | Frauen        | Frauen    | Frauen     |
| Disziplin           | Name                  | Verein                    | Zeit       | Name          | Verein    | Zeit       |
| ------------------- | --------------------- | ------------------------- | ---------- | ------------- | --------- | ---------- |
| 100 m Freistil      | Paul Voell            | SSV Rheydt                |            | Ingrid Künzel | Darmstadt |            |
| 400 m Freistil      | Heinz-Günther Lehmann | Aachener Schwimmverein 06 |            | Ingrid Künzel | Darmstadt | 5:27,0 min |
| 1500 m Freistil     | Heinz-Günther Lehmann | Aachener Schwimmverein 06 |            |               |           |            |
| 200 m Brust         | Norbert Rumpel        | Schweinfurt               |            | Ursel Happe   | Dortmund  |            |
| 100 m Rücken        | Bernd Strasser        |                           |            | Helga Schmidt | Oldenburg |            |
| 200 m Schmetterling | Herbert Klein         | München                   | 2:39,4 min |               |           |            |